# Мстиславский, Иван Юрьевич
Иван Юрьевич Мстиславский (ум. около 1490) — удельный князь Мстиславский (ок. 1460—1490), наместник Минский и Витебский, единственный сын и преемник князя Юрия Лугвеновича Мстиславского.

## Биография
Иван Юрьевич Мстиславский происходил из династии Гедиминовичей, он был внуком Лугвения (Семёна) Ольгердовича Мстиславского и правнуком великого князя литовского Ольгерда (1345—1377). Иван Мстиславский находился в родстве с династией Ягеллонов, был двоюродным племянником великого князя литовского и короля польского Казимира Ягеллончика.
Около 1460 года после смерти своего отца Юрия Лугвеновича Иван получил в обширное удельное владение Мстиславское княжество на границе с Великим княжеством Московским.
Иван Юрьевич Мстиславский служил великому князю Литовскому Казимиру Ягеллону, был его наместником в Минске и Витебске. Помимо Мстиславля ему принадлежали города Рославль, Радомль, Тетерин, Княжицы, Попова Гора и другие волости.
У него остались две дочери (Ульяна и Анастасия). Старшая, Ульяна Ивановна, была выдана замуж за князя Михаила Ивановича Заславского (ум. 1534), принеся ему в качестве приданого Мстиславль, а младшая, Анастасия Ивановна, вышла замуж за князя Семена Михайловича Слуцкого (1481—1503).
В 1490/1495 году князь Иван Юрьевич Мстиславский скончался, ему наследовала старшая дочь Ульяна Ивановна Мстиславская, которая в 1499 года была выдана великим князем литовским Александром Казимировичем за князя Михаила Ивановича Заславского, который, благодаря этому браку, получил во владение Мстиславское княжество.